# Rodolfo Villena Hernández

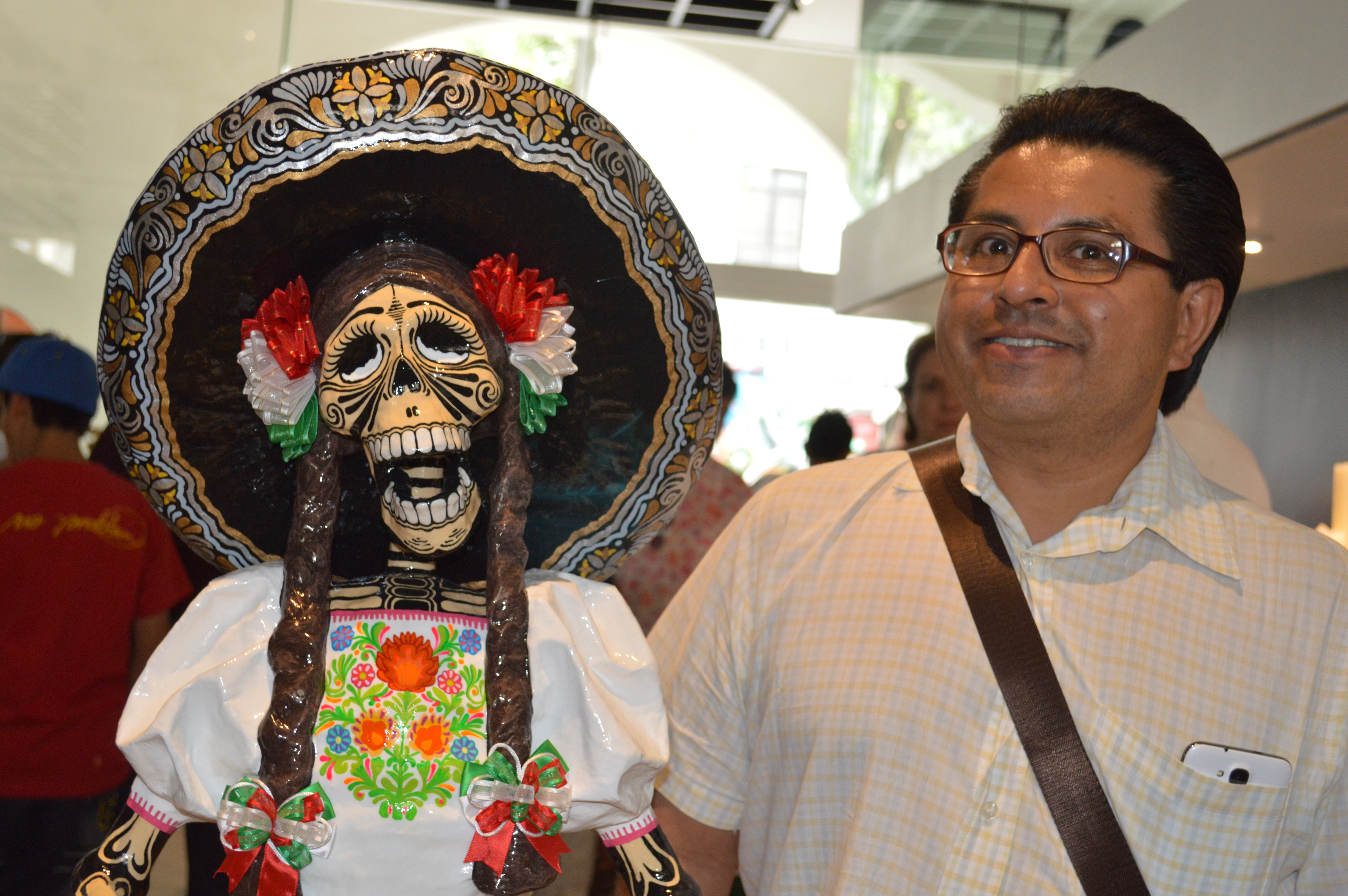
El artesano con una calavera. Imagen de "La China Poblana" en el Museo de Arte Popular (Ciudad de México)

Rodolfo Villena Hernández (nacido en 1968) es un artesano mexicano especializado en la cartonería, dicho artificio es creado con un tipo de papel de material grueso usado para crear las piñatas, decoraciones de temporada, figuras de San Judas, así como construcciones de trabajo monumentales que han sido exhibidas en Puebla, Ciudad de México, Chicago y Londres. Técnica conocida como cartón moldeado, modelado y policromado. También se ha desenvuelto en el arte teatral como actor, escenógrafo, diseñador textil y especialmente como director de diversas obras de alto reconocimiento.
Su trabajo ha sido reconocido por múltiples premios durante el desarrollo de su carrera, estatales, nacionales y por parte de otros países. Destaca la viveza, calidad y expresividad de sus piezas. Mayoritariamente son conocidas sus calaveras, mismas que destacan por tener el sello único del Maestro Villena. Son inconfundibles los decorados, expresiones y calidad de cada una de sus obras. De igual forma, han sido reconocidos sus altares de Dolores, altares y ofrendas del Día de Muertos son las piezas preferidas, expuestos en museos, galerías, edificios civiles e incluso solicitados por los gobiernos de distintos años. Su pintura es figurativa.

## Vida
Villena nació en la Ciudad de México con enseñanzas de respeto hacia las tradiciones mexicanas incursionadas por su padres, quienes lo animaron a interesarse en ese arte. Él comenzó creando su propio altar del Día de Muertos en el garaje de su casa a la edad de los 10 años. Estudió Historia en la Universidad Nacional Autónoma de México, luego se mudó hacia la Ciudad de Puebla a los 23 años, lugar donde aún radica.

## Carrera en la Cartonería

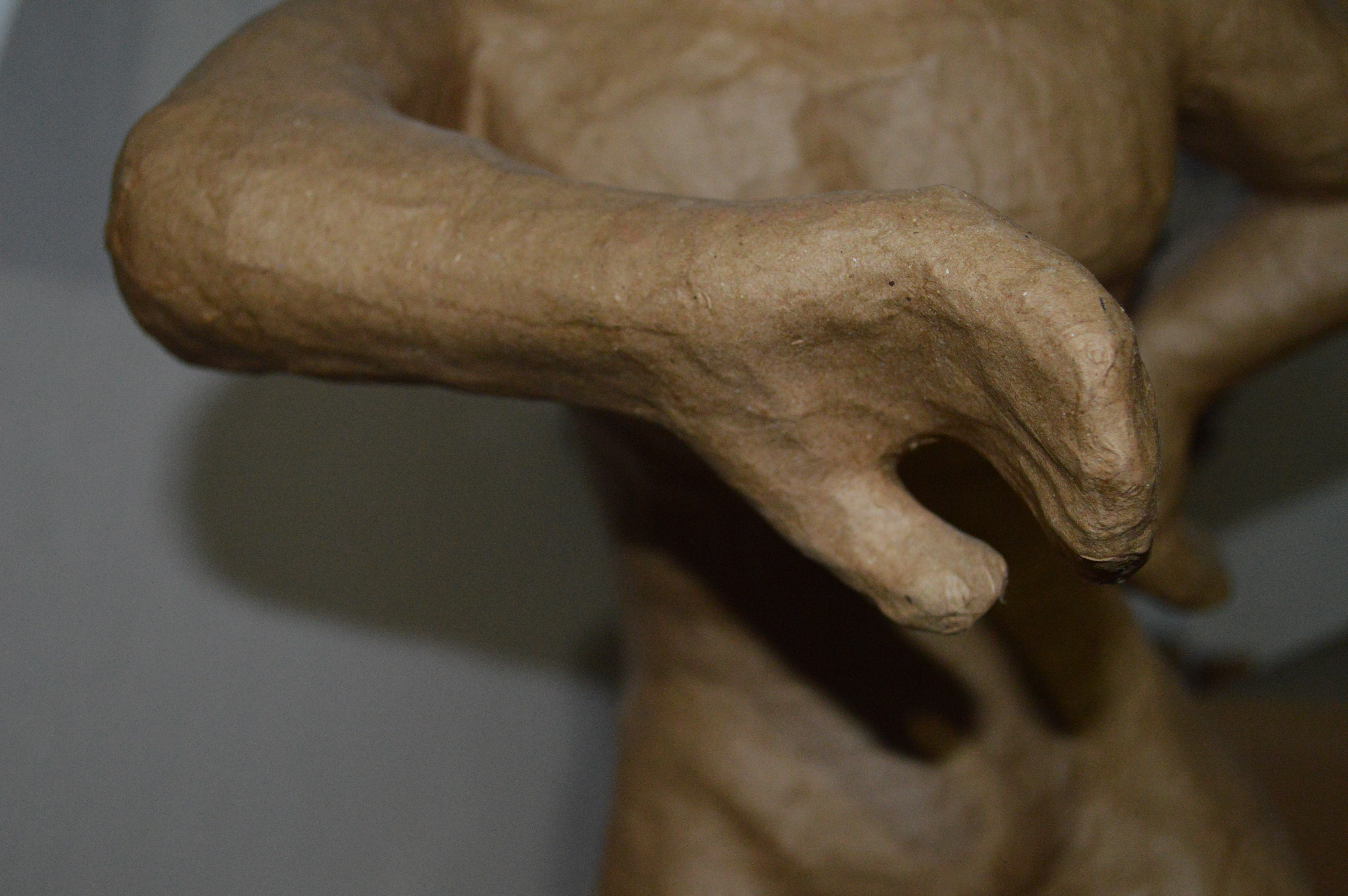
Acercamiento de una pieza en progreso

Comenzó su carrera artesanal en 1990, después de tomar clases de cartonería, se tomó un año de descanso en 1996, año en que se fue a Nueva York a ganar dinero vendiendo chicharrones. Desde entonces, él se ha dedicado a la cartonería de tiempo completo.  Creando una técnica única que lo destaca
Su taller se encuentra afuera de la ciudad de Puebla sobre la antigua carretera que une esta ciudad a la de Tlaxcala, un viejo corredor industrial. El exterior sin descripción específica es únicamente distinguido por su nombre en la puerta. Dentro, hay dos cuartos llenos de creaciones en diversas fases de ejecución, así como paredes cubiertas de diversos reconocimientos.
Villena Hernández crea materiales de cartonería tradicionales de objetos como piñatas, muñecas de lupita y figuras de San Judas, pero se ha vuelto conocido por obras monumentales encargadas por el gobierno e instituciones culturales de puebla y la Ciudad de México relacionados con la Semana Santa, Navidad, corpus christi y día de muertos. De estos, los altares relacionados con el día de muertos son de mención especial, sobre todo aquellas figuras de calavera que los adornan. Ha creado altares en honor a Juan de Palafox y Mendoza (2009) para el ayuntamiento de Puebla, “La revolución mexicana” para el Complejo Cultural Universitario de la Benemérita Universidad Autónoma de Puebla (2010), “La china poblana” con varios estudiantes para el ayuntamiento de Puebla (2012) y uno a José Guadalupe Posada para el Museo Nacional de Arte Mexicano de Chicago (2013). Las artesanías representan la muerte como algo feliz, divertido e irreverente con las figuras de las calaveras en movimiento. Rodolfo también muestra influencia de José Guadalupe Posada en su sentido de ironía.
Su trabajo ha sido exhibido en varios lugares de México, así como en Nueva York, Chicago, Filadelfia y Madrid, donde incluye la invitación que recibió del Museo Nacional Mexicano de Arte por un mes. Su trabajo también puede ser encontrado en colecciones tanto públicas como privadas, incluyendo la colección de Richard Harris sobre muerte memorabilia y la casa de venados en Mérida, Yucatán. A pesar de ello, Rodolfo Villena dice que su trabajo es mejor apreciado fuera de México, con algunos países donde algunos países estén dispuestos a pagar lo que valen las creaciones. Rodolfo encuentra difícil obtener apoyo gubernamental y no-gubernamental para poder lograr exhibir su trabajo fuera de la ciudad. Para complementar sus ingreso de ventas, también da clases y renta sus piezas para exhibiciones.

La cartonería de Villena Hernández ha ganado premios y reconocimientos en Puebla, así como en otras partes de México y en Estados Unidos. En el 2001 ganó el primer lugar del premio de arte popular de FONART por haber realizado un tren de 3.4m donde iban a bordo calaveras representando la revolución mexicana. Para la realización de dicho trabajo, tardó alrededor de seis meses y utilizó siete kilos de papel.
Fue nombrado  como uno de los 475 ciudadanos destacados del estado de Puebla. En 2013, el Museo de Arte Popular lo denominó como el “maestro de arte popular” de la Ciudad de México. Ha sido entrevistado por radio, televisión y periódicos por su trabajo relacionado con la cultura.

## Carrera Teatral
Además de la cartonería, Villena Hernández se ha desarrollado en el teatro al dirigir y producir obras con su propia compañía (llamada Compañía Teatral Rodolfo Villena). También ha escrito y producido la obra llamada “la gatita principal” como tributo a María Conesa en 1994.
- Wikimedia Commons alberga una categoría multimedia sobre Rodolfo Villena Hernández.